# Mike Fillery
Michael Christopher Fillery (ur. 17 września 1960 w Londynie) – angielski piłkarz.
Początkowo zawodnik Chelsea – rozegrał w jej barwach łącznie 181 meczów i strzelił 41 goli. Ponadto w 1982 roku został wybrany graczem roku londyńskiego klubu. Następnie grał w Queens Park Rangers i Portsmouth. W latach 90. XX wieku występował także w Oldham Athletic, Millwall i Torquay United.